# ویژه‌سازی درمان
ویژه‌سازی درمان (به انگلیسی: Personalized therapy) یک مدل پزشکی است که به سازگار کردن درمان و مراقبتهای پزشکی مناسب برای گروهی از بیماران می‌پردازد. ویژه سازی درمان یکی از شاخه های پزشکی شخصی می باشد.
بنا به تعریفی که برای ویژه سازی درمان پس از مرور سیستماتیک مقالات پیشنهاد شده، ویژه سازی درمان، هدفمند کردن برنامه درمان و زمانبندی مراقبتهای پزشکی به کمک داده‌های زیستی و بیومارکرها در سطح مولکولی مانند مسیرهای پیام رسانی، ژنها، پروتیینها و متابولیتها می‌باشد. در این تعریف سه باور کلی گنجانده شده:
1. فرد-محوری درمان مفهوم تازه‌ای نیست چرا که پزشکی و درمان همواره فرد-محور بوده است.
2. شخصی بودن درمان مفهومی فراگیر نیست چرا که درست کردن دارو برای یکایک بیماران امکانپذیر نیست و داروهای امروزی بر روی گروهی از بیماران آزمایش می‌شوند. واژهٔ درمان نفرگرا (به انگلیسی: Precision medicine) واژه ایست که بهتر نیازهای تک بیماران را پوشش می‌دهد.
3. ویژه سازی درمان همان هدفمند کردن درمانگری است که ویژه هر زیرگروه از بیماران جداگانه انجام می‌شود.

امروزه با پیشرفته شدن فناوری‌های آنالیز مولکولی و بالینی، پژوهش‌های کاربردی سازی برای ویژه سازی درمان در صنعت داروسازی به سوی تولید تستهای نشانه کاوی (تشخیص) بیماری (به انگلیسی: Diagnostic test) به همراه دارو پیش می‌روند. این تستها که تست نشانه کاو همراه ـ دارو (به انگلیسی Companion diagnostic) نام دارند بر پایه بیومارکرهایی استوارند که به همراه دارو به کار برده می‌شوند تا به کمکشان بتوان بیماران پاسخ دهنده به اثر دارو را از دیگر بیماران شناسایی کرد.
نخستین تست همراه ـ دارو برای داروی تراستوزوماب یا همان هرسپتین، ویژه شناسایی بیمارانی که از سرطان پستان پیشرفته رنج می‌برند در شرکت Roche ساخته شد و در سال ۱۹۹۸ گواهی FDA را به دست آورد. آز آن زمان تا کنون، تستهای همراه ـ داروی دیگری نیز روانه بازار شدند که بیشتر برای درمان هدفمند سرطان کاربرد دارند چرا که سرطان یک بیماری بسیار پیچیده است که ناهمگونی‌های مولکولی، بافتی و بالینی زیادی از خود نشان می‌دهد.